# 塚坊主古墳

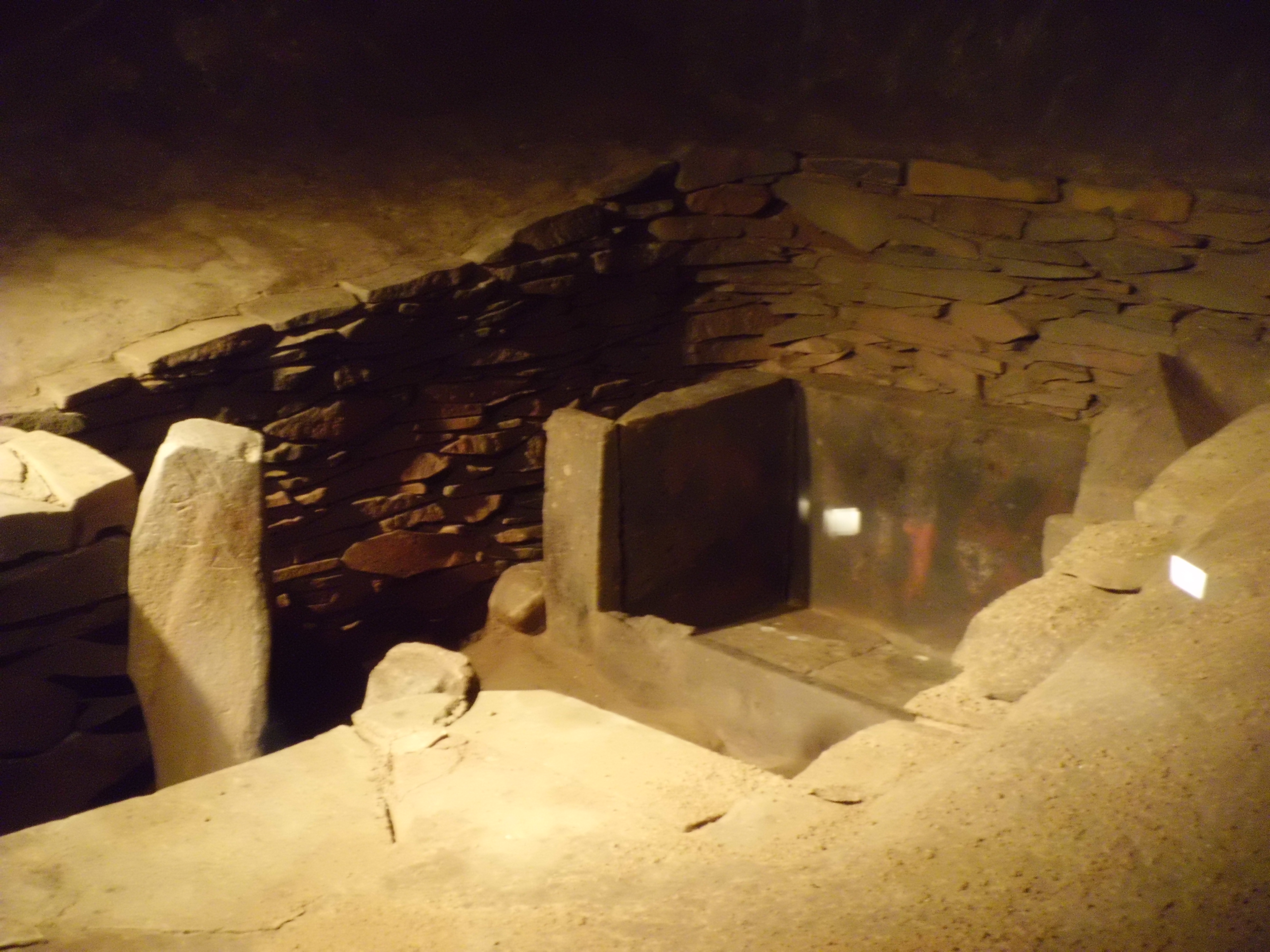
塚坊主古墳石室

塚坊主古墳（つかぼうずこふん）は、熊本県玉名郡和水町瀬川に所在する装飾古墳。近傍の江田船山古墳、虚空蔵塚古墳とともに国の史跡に指定されている。

## 概要
玉名平野の最奥部に位置し、6世紀中～後半に造られた装飾古墳。墳丘の形状は前方後円墳である。後円部には前室と奥室からなる複室構造の横穴式石室を持つ。石室の形状はチブサン古墳に類似するもので、割石小口積の玄室奥に屋根型の蓋を持つ石屋形を持つ。太平洋戦争中に京都大学考古学研究室による発掘調査が行われたが、盗掘のため玄室の天井部や石屋形は大きく破壊されており、石屋形は現在その一部が残っているのみである。
装飾文はこの石屋形の内部に彩色で円文、連続三角文、菱形文を描いている。
京都大学の調査後は長く埋没した状態であったが、平成4年から5年にかけて大規模な保存工事が行われ、現在は墳丘も整備され石室内部は約90度の角度からガラス越しに見学ができるようになっている。
この保存工事に先立って行われた調査で、銅製の四獣鏡、金環、銀環、馬具、直刀などが出土した。

## データ
- 所在地：熊本県玉名郡和水町瀬川
- 形状：前方後円墳
- 規模：全長約43.4m、前方部の長さ約13.8m、幅20m、後円部の直径約29.6m。
- 築造年代：6世紀中～後半
- 国の史跡指定：1951年（昭和26年）6月9日
- 現在は保護施設により密閉してあるが、毎年3月、10月頃一般公開が行われる。
- 当古墳の北北東約350mの位置に銀象嵌の銘文が記述された大刀が出土した江田船山古墳（国の史跡）がある。周囲は肥後古代の森として公園化されている。